# Kawasaki P-2J
Kawasaki P-2J (původně P2V-Kai) byl námořní hlídkový a protiponorkový letoun vyvinutý pro Japonské námořní síly sebeobrany. Byla to licenčně vyráběná varianta poháněná turbovrtulovými motory letounu Lockheed P-2 Neptune, který měl hvězdicové motory. Jednalo se o alternativu místo nákupu větších a dražších letounů P-3 Orion, které v 80. letech 20. století tyto letouny stejně nahradily.

## Vývoj a popis

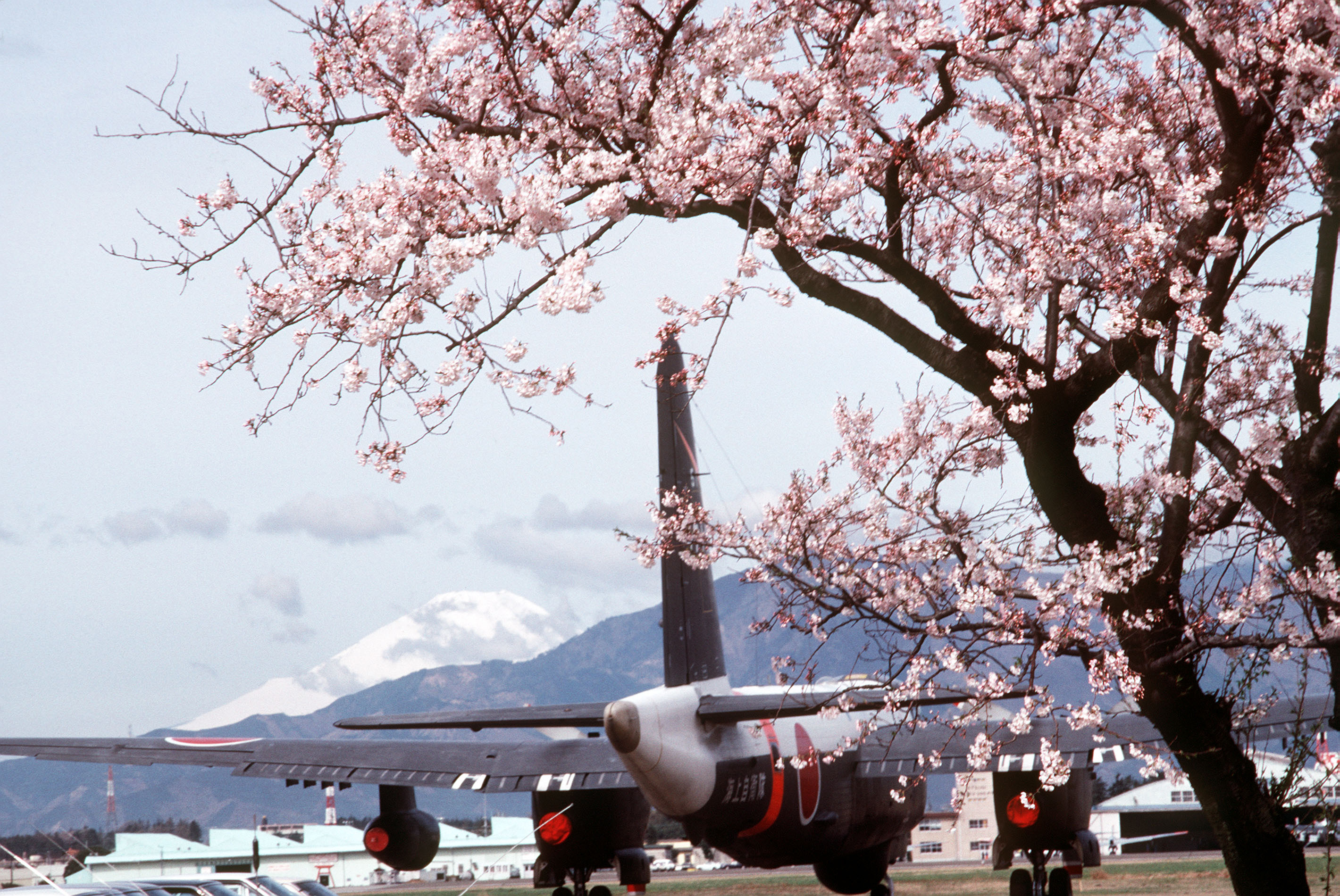
Japonský P-2J (povšimněte si dvojitých kol na hlavním podvozku) v pozadí za třešňovými květy na námořní letecké základně Atsugi v Japonsku (1985)

Společnost Kawasaki postavila letoun P-2J (původně P2V-Kai, kde "Kai" znamená kaizen – "modifikace") jako poslední vyráběnou verzi letounu P-2 Neptune. Práce na P-2J byly zahájeny v roce 1961. První P-2J byl přestavěn z letounu P2V-7 (P-2H) a vykonal svůj první let 21. července 1966. Poslední z 82 vyrobených letounů P-2J byl dodán v březnu 1979.
Původní hvězdicové motory Wright letounu Lockheed P-2 byly nahrazeny turbovrtulovými motory s výkonem 2,125 kW General Electric T64-10, které byly licenčně vyráběny v Japonsku. Na motorech byly použity třílisté vrtule namísto původních čtyřlistých. Přídavné proudové motory J3-IHI-7C byly navržena a vyráběny japonskou společností Ishikawajima-Harima. Každý z nich poskytoval pomocný tah 13,7 kN. Nové motory umožňovaly letounu P-2J dosáhnout maximální rychlosti 650 km/h (403 mph).
Posádku letounu P-2J tvořilo až 12 námořních letců. Přední část trupu byla prodloužena o 1,29 m, zvětšeny byly i ocasní plochy a jejich tvar byl upraven. Vyhledávací radar AN/APS-80 byl umístěn pod menším krytem. Na letouny byla instalována vylepšená avionika, která byla mnohem kompaktnější než avionika na ostatních verzích letounu Neptune. Lehčí avionika umožnila zvětšení palivových nádrží a tím i množství neseného paliva. Letoun P-2J měl hlavní podvozek pod křídly osazen dvojicí menších kol namísto jednoho velkého kola.

## Operační historie
Letouny P-2J začaly být krátce po svém zařazení do služby v 80. letech 20. století nahrazovány letouny P-3C Orion. Poslední námořní průzkumná letka byla přezbrojena na Oriony v roce 1993. P-2J poté zůstaly ve službě jen pro elektronický průzkum a podporu cvičných cílů.

## Varianty

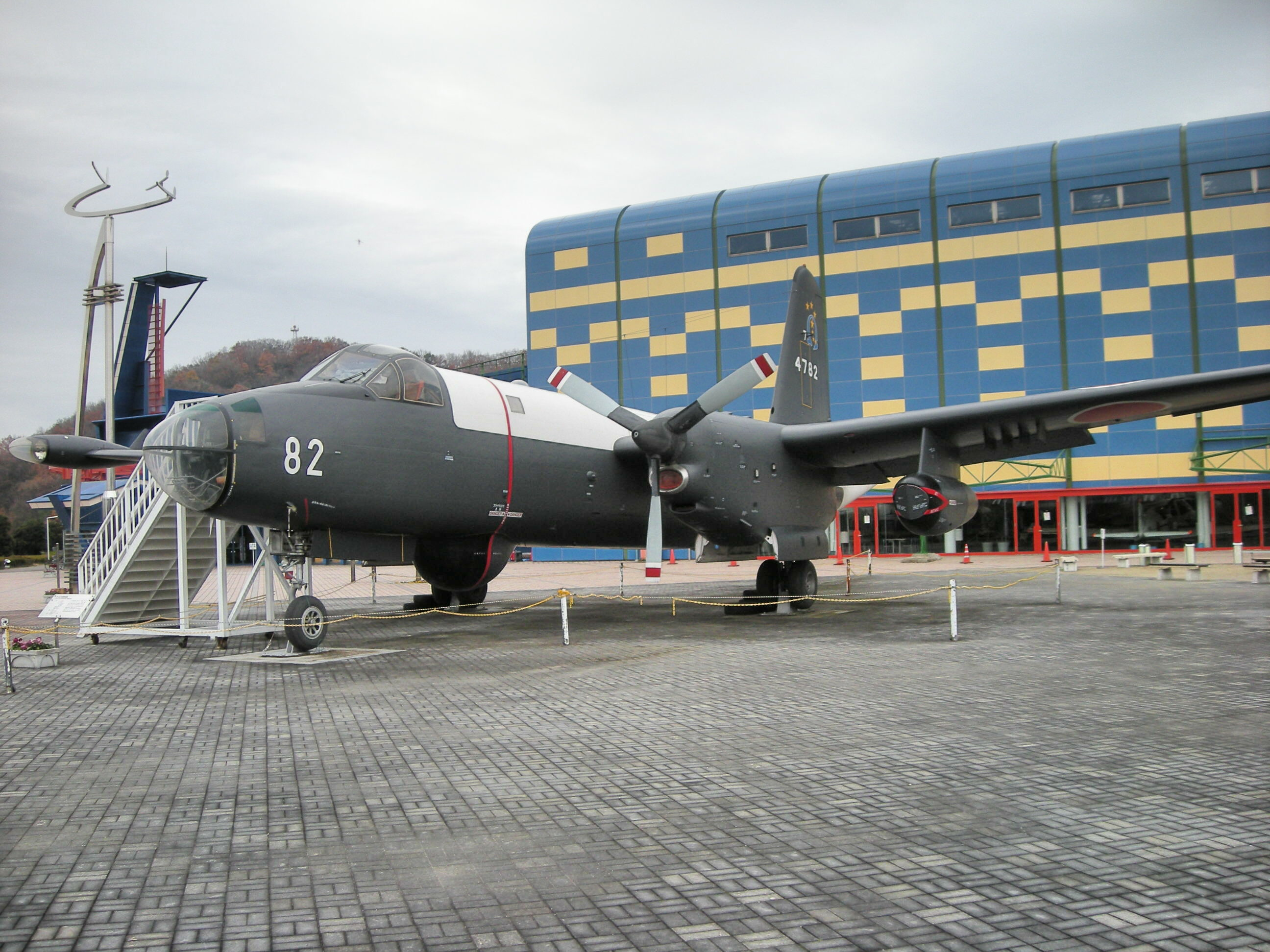
P-2J v muzeu Kakamigahara Aerospace Science Museum

P-2J
Letoun by původně označován P2V-Kai.
Letoun měl turbovrtulové motory T64, pomocné proudové motory IHI J3, vylepšené vybavení pro protiponorkový a elektronický boj, vyhledávací radar APS-80, zvětšenou kapacitu palivových nádrží a další vylepšení. Jeden letoun byl přestavěn z letounu P-2H a postaveno bylo dalších 82 letounů.
EP-2J
Letouny P-2J přestavěné pro účely elektronické špionáže (ELINT). Upraveny dva stroje.
UP-2J
Letouny P-2J přestavěné na podporu bezpilotních prostředků, cvičných cílů a pro zkušební účely. Upraveny byly čtyři stroje.

## Specifikace (P-2J)
Technické údaje pocházejí z publikace „Combat Aircraft sice 1945“.

### Technické údaje
- Posádka: 10 – 12
- Rozpětí: 30,87 m
- Délka: 29,23 m
- Výška: 8,93 m
- Nosná plocha: 92,9 m²
- Plošné zatížení: 366,2 kg/m²
- Prázdná hmotnost: 19 278 kg
- Max. vzletová hmotnost : 34 020 kg
- 1. Pohonná jednotka: 2× turbovrtulový motor General Electric T64-10 vyráběný v licenci společností IHI Corporation
- 2. Pohonná jednotka: 2× proudový motor Ishikawajima-Harima J3-IHI-7C
- Výkon 1. pohonné jednotky: 2 125 kW
- Tah 2. pohonné jednotky: 13,7 kN

### Výkony
- Cestovní rychlost: 402 km/h (217 uzlů, 250 mph) ve výšce ? m
- Maximální rychlost: 650 km/h (350 uzlů, 403 mph) ve výšce ? m
- Dolet: 4 445 km
- Dostup: 9 150 m (30 000 stop)
- Stoupavost: 9,1 m/s (548 m/min)

### Výzbroj
- 3 629 kg výzbroje, která se skládá z klasických bomb, hlubinných pum a torpéd
- 16× raketa 5 palců pod křídly

## Uživatelé
Japonsko
- Japonské námořní síly sebeobrany.

### Související vývoj
- P-2 Neptune

### Podobná letadla
- Avro Shackleton
- Breguet Atlantique
- P-3 Orion